# Xamiatus kia
Xamiatus kia är en spindelart som beskrevs av Raven 1981. Xamiatus kia ingår i släktet Xamiatus och familjen Nemesiidae.
Artens utbredningsområde är New South Wales. Inga underarter finns listade i Catalogue of Life.